# Никколо ди Бонаккорсо

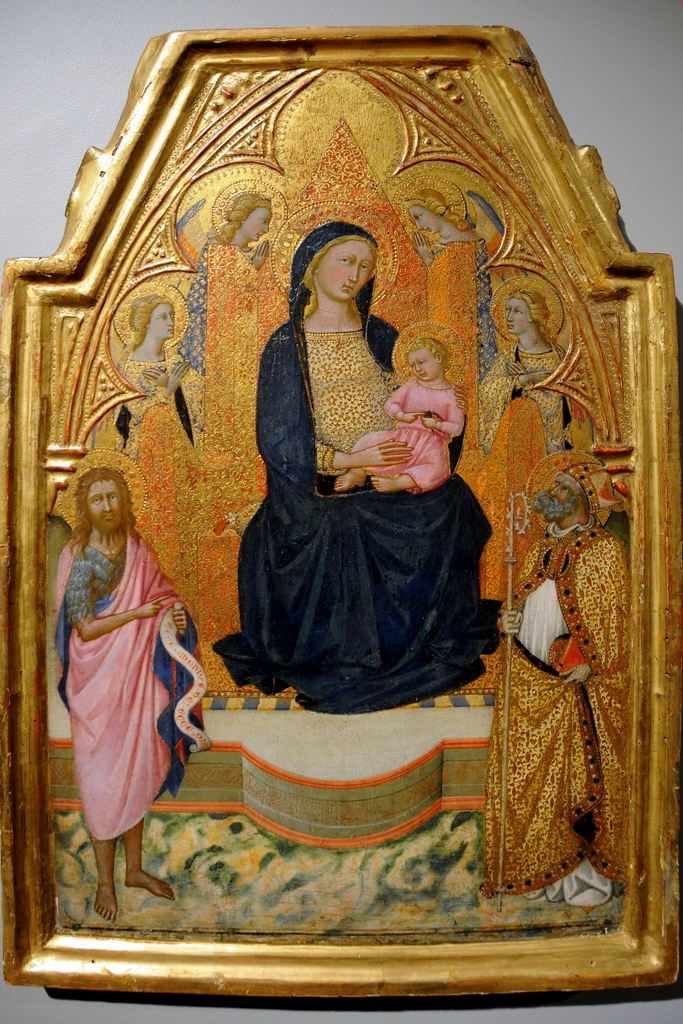
Никколо ди Бонаккорсо. «Мадонна с младенцем, Иоанном Крестителем, святым архиепископом и ангелами». 46.3 x 31.7 cm. ок. 1380 года. Бостон, Музей изящных искусств. Центральная панель неизвестного триптиха.

Никколо ди Бонаккорсо, или Никколо ди Буонакорси (итал. Niccolo di Buonaccorso; согласно документам, работал в Сиене с 1355 года — ум. 1388) — итальянский художник, сиенская школа.

## Биография
Никколо ди Бонаккорсо родился в семье художника Бонаккорсо ди Паче. Дата его рождения неизвестна, однако исследователи полагают, что это приблизительно 1348 год, т.к. именно в этом году его отец женился на Маддалене ди Чекко ди Нуччо — будущей матери Никколо. Немногие сохранившиеся документы упоминают его имя с 1356 по 1388 год. Несмотря на то, что имя Николо ди Бонаккорсо в 1356 году появляется в списке Гильдии сиенских художников "Breve dell'Arte", исследователи полагают, что часть имён художников, и среди них имя Никколо, попала в этот реестр несколькими годами позже. Поскольку он не мог родиться ранее 1348 года, то самостоятельным живописцем он мог стать только около 1370 года. В Сиенской республике он сделал неплохую карьеру не только как живописец, но и как способный администратор. С 1372 по 1377 год он входил в состав Совета — высшего правительственного органа Сиенской республики, а в 1381 году был избран на почётную должность gonfaloniere (знаменосца) в округе Св. Мартина. С определённой долей уверенности можно утверждать, что, занимая столь высокие посты, Никколо мог рассчитывать на весьма престижные заказы. Однако из сохранившегося наследия художника львиную долю составляют небольшие портативные алтари, и это обстоятельство послужило причиной того, что среди исследователей истории искусства утвердилось мнение о Никколо ди Бонаккорсо как о второстепенном сиенском художнике, что не совсем верно. Действительно, основной корпус его работ составляют небольшие произведения часто с одинаковыми библейскими сюжетами и способами их отображения; также не сохранилось никаких сведений о том, чтобы Никколо расписывал фресками храмы. Однако надо учитывать, что имеющиеся произведения — лишь малая часть из созданного этим мастером.
До наших дней дошло всего два подписанные художником произведения — «Обручение Марии» из Национальной галереи, Лондон, и «Мадонна с младенцем» из галереи Тимкен, Сан Диего.
«Мадонна с младенцем» из галереи Тимкен имеет надпись NICHOLAUS BONACHURSI ME PINXIT A.DNI 1387 (Николаус Бонакурси написал меня в 1387 г. от Р.Х,), и когда-то была центральной панелью большого алтаря в церкви Санта Маргерита в Костальпино. Этот алтарь был создан художником за год до смерти, и известен в истории искусства как «Полиптих Монтеккьо», о нём ещё в 1854 году упоминал крупный исследователь итальянской живописи Гаэтано Миланези. В течение многих лет он считался утерянным, до тех пор, пока Миклош Босковиц не обнаружил ещё одну панель от этого алтаря — «Св. Лаврентий с группой поклоняющихся у его ног» (ц. Сант Андреа в Монтеккьо). Это открытие даёт надежду найти другие части. На сегодня две панели алтаря, каждая размером 190х80 см являются самыми крупноформатными произведениями Николо ди Бонаккорсо. Чуть меньшего формата, 110х75 см. — небольшой алтарь «Эпизоды из Нового завета» (Сиена, Пинакотека).
Остальная продукция, вышедшая из под его кисти, — это скромные по размерам диптихи, триптихи, и отдельные части небольших алтарей, написанные в великолепной миниатюрной технике. Их размеры колеблются от 80х60 см до 45х30 см. Такие небольшие складни или полиптихи, как правило, употреблялись для молитвы в частных домах.
Триптих из ц. Санта Мария Нуова.
Среди такого рода произведений, созданных Никколо, более всех известен триптих, состоящий из «Обручения Марии» (Национальная галерея, Лондон), «Введения Марии во храм» (Галерея Уффици, Флоренция) и «Коронования Марии» (Музей Метрополитен, Нью-Йорк).

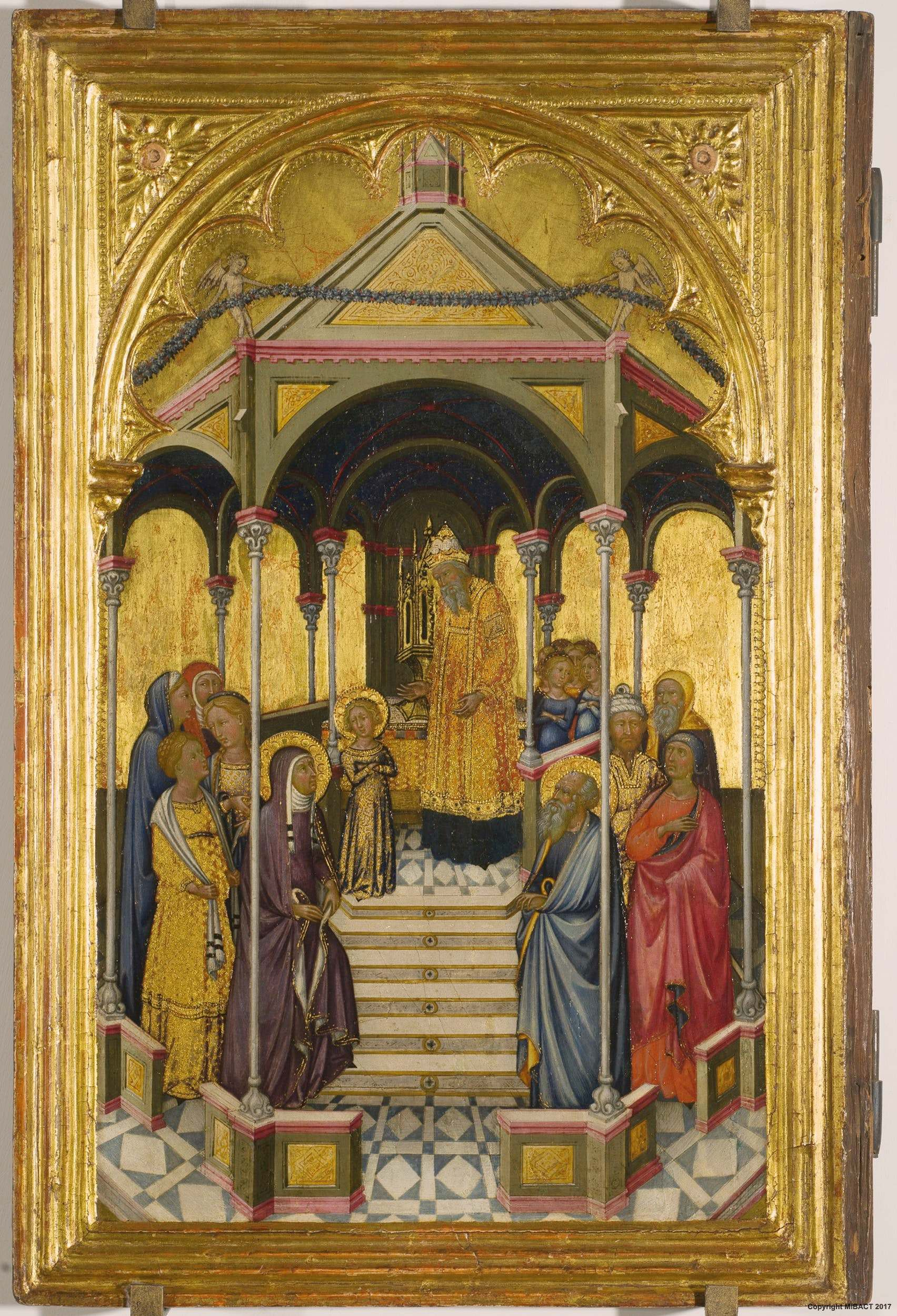
Введение Марии во храм. (левая панель)1380. Уффици, Флоренция.
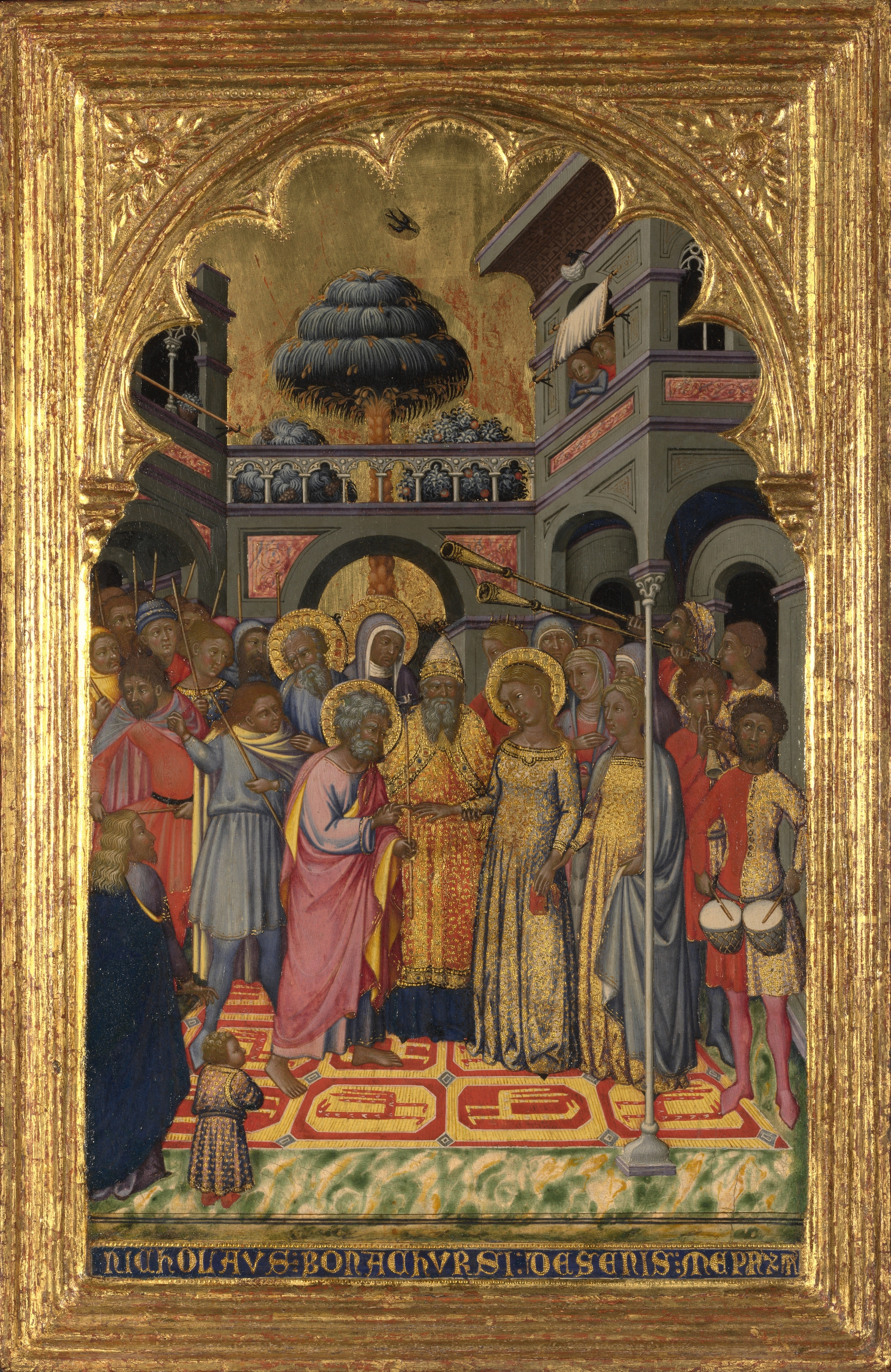
Обручение Марии. (центральная панель). 1380. Национальная галерея, Лондон.
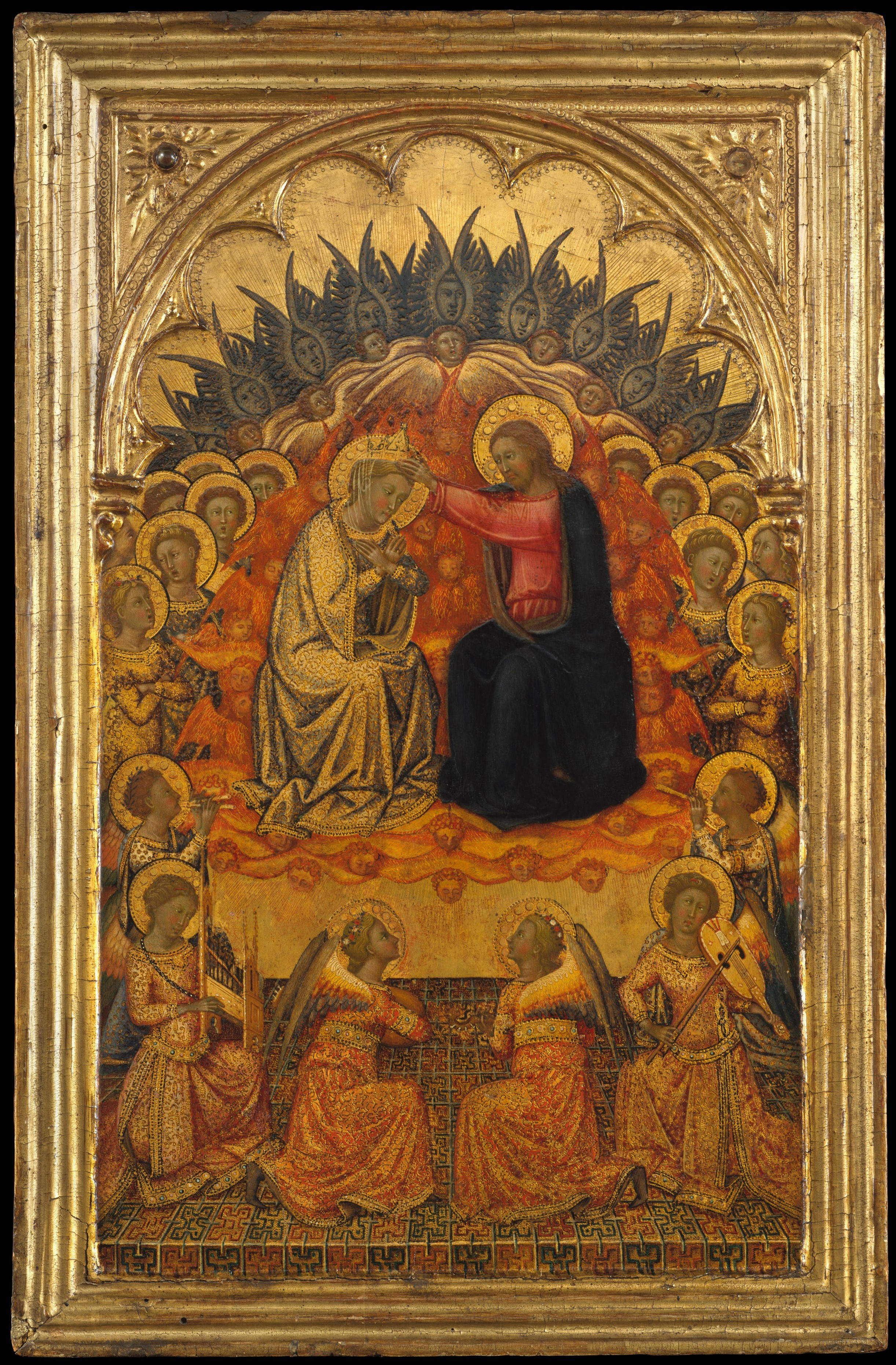
Коронование Марии. (правая панель). 1380. Музей Метрополитен, Нью-Йорк.

Наибольший интерес из них представляет лондонское «Обручение Марии». Художник разместил многолюдную сцену на выходе из храма. На переднем плане изображён Иосиф, надевающий кольцо на палец Марии; меж ними стоит первосвященник, а за Иосифом можно видеть родителей Марии, Иоахима и Анну, их головы окружает нимб. Музыканты трубят в трубы и бьют в барабаны; из окна выглядывают любопытные, в правом нижнем углу смотрит на происходящее маленький мальчик — частый атрибут сиенских многолюдных композиций. На заднем плане изображена высокая пальма, и исследователи видят в ней аллюзию строки из библейской «Песнь песней» — «…Этот стан твой похож на пальму…». В изображении парчовых тканей художник использовал технику sgraffito (краска накладывалась на золотую подоснову, после чего процарапывался узор). Интересно также то, что под ногами присутствующих расстелен ковёр с турецким узором — это одно из первых изображений турецкого ковра в европейском искусстве. В нижней части картины есть надпись NICHOLAUS: BONACHURSI: DE SENIS: ME PINXIT (Николо ди Бонаккорсо из Сиены написал меня). На картине отсутствует дата, исследователи датируют её приблизительно 1380 годом.

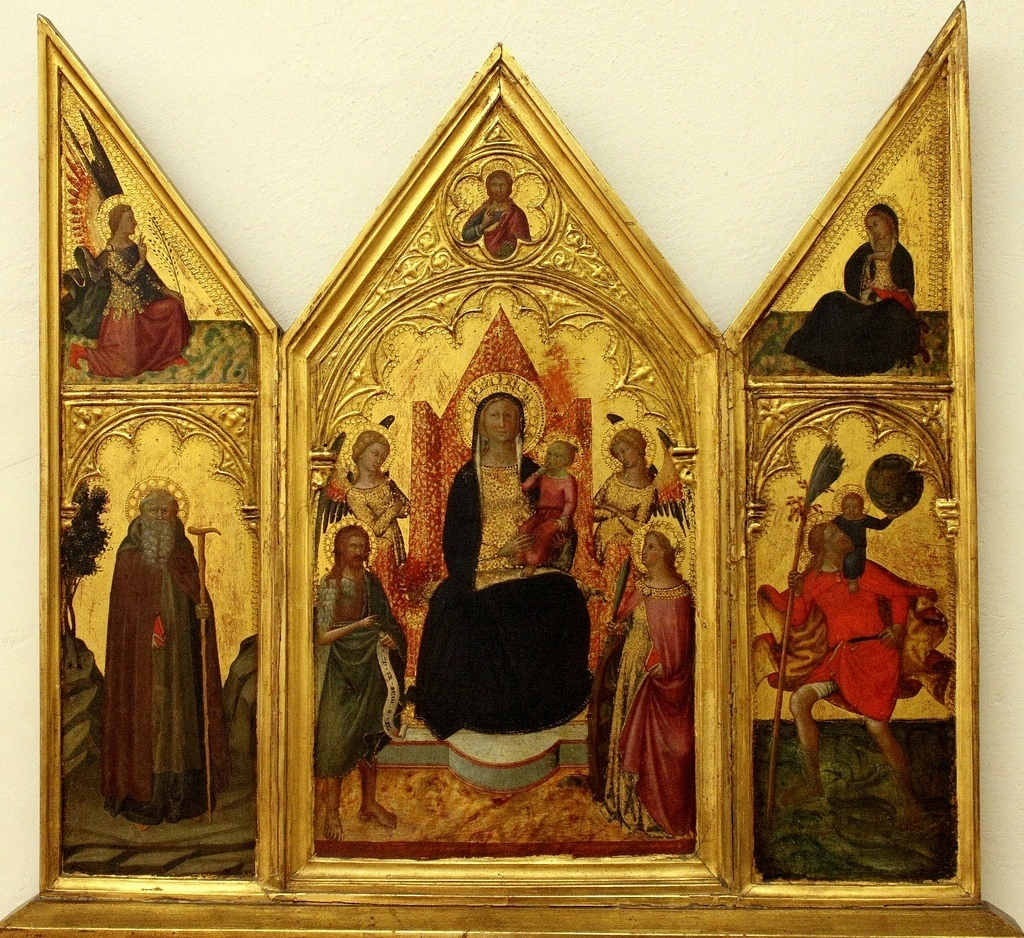
Триптих «Мадонна с младенцем на троне» Национальная галерея, Прага.

По всей вероятности, триптих был написан для флорентийской церкви Санта Мария Нуова (именно из неё в галерею Уффици попала его часть — «Введение Марии во храм»). Это повышает статус Никколо ди Бонаккорсо как художника — редким сиенским мастерам удавалось получить заказы во Флоренции. Исследователи допускают, что триптих мог быть составной частью более сложного алтаря.

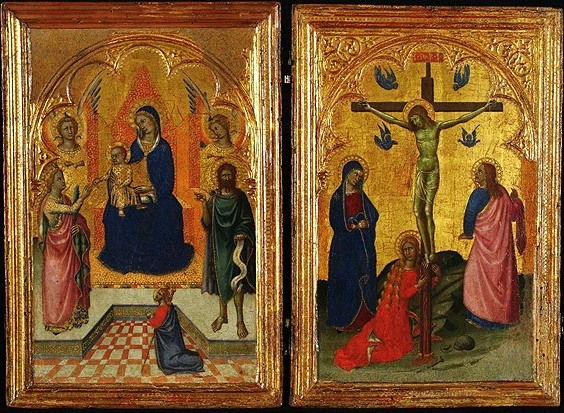
Диптих «Мистическое обручение св. Екатерины и Распятие». Национальный музей Абруццо, Аквила.

Никколо ди Бонаккорсо приписывают целый ряд небольших произведений — диптих «Мистическое обручение св. Екатерины Александрийской» и «Распятие» (Национальный музей Абруццо, Аквила), диптих «Благовещенье» (Будапешт, Музей изобразительных искусств), «Мадонна с младенцем на троне и шесть святых» (Берлин, Государственные музеи), «Мадонна с младенцем, Иоанном Крестителем и святым архиепископом» (Бостон, Музей изящных искусств),), «Распятие» (Национальная галерея Умбрии, Перуджа), триптих «Мадонна с младенцем на троне» (Национальный музей, Прага), триптих «Мадонна Умиление со св. Екатериной и св. Христофором» (Галерея Тимкен, Сан Диего), триптих «Мадонна Умиление со святыми» из коллекции семейства Мудзарелли (Музей Университета Индианы, Блумингтон). В связи с тем, что от Никколо сохранилась только одна датированная работа, реконструкция его творчества и датировка его произведений носят достаточно условный характер.
Так как большая часть приписываемых Николо ди Бонаккорсо произведений не имеет подписи, атрибуция некоторых из них не так давно была пересмотрена. Например, диптих из музея Бандини во Фьезоле теперь приписывают Якопо ди Мино дель Пеличчайо; «Мадонна с младенцем и святыми» из музея Метрополитен, Нью-Йорк, теперь считают ранней работой Таддео ди Бартоло, а две небольших панели из Ватиканского музея, приписывавшиеся ранее Никколо, считают работой Мастера Пандзано.

## Краткая библиография
- M. Boscovits. «Su Niccolo di Bonaccorso, Benedetto di Bindo e la pittura senese del primo Quattrocento» in Paragone 1980
- Pia Palladino. Art and Devotion in Siena After 1350 : Luca di Tomme, Nicolo Di Buonaccorso , Timken Museum of Art 1998.
- Giulietta Chelazzi Dini et al. Five Centuries of Sienese Painting. From Duccio to the Birth of Baroque. Thames and Hudson, London, 1998 pp. 211-214
- Da Jacopo della Quercia a Donatello. Le arti a Siena nel primo Rinascimento, a cura di Max Seidel. Exh. cat. Federico Motta Editore, 2010, p. 366-67, 620

## Работы художника
1. ↑  mutualart.com — 2008.